# Anders Svensson
Anders Svensson (født 17. juli 1976 i Göteborg, Sverige) er en tidligere svensk fodboldspiller, der senest spillede som midtbanespiller hos Allsvenskan-klubben IF Elfsborg. Han kom til klubben i 2005 fra engelske Southampton F.C.. Forud for hans fire sæsoner i England spillede han også sine første otte år som seniorspiller hos Elfsborg.
Svensson blev svensk mester og pokalvinder med IF Elfsborg i 2006.

## Landshold
Svensson står noteret for hele 148 kampe og 21 scoringer for Sveriges landshold, som han debuterede for i 1999 i et opgør mod Sydafrika. Han har siden da repræsenteret sit land ved både VM i 2002, EM i 2004, VM i 2006, EM i 2008, og sidst til EM i 2012.

## Personlige liv
Svensson havde et to-årigt langt forhold med modellen Anine Bing mens hans spillede for Southampton. Parret mødtes i London, hvor hun optrådte som model. Svensson blev gift med Emma Johansson i juli 2007 på Thorsborgs. 
Han bliver kaldt Taco-Anders i Sverige. Kaldenavnet stammer fra et interview, hvor han sagde, at hans livret var tacos.